# La Jeune Fille aux souliers
Pour plus de détails, voir Fiche technique et Distribution.
La Jeune Fille aux souliers (Pigen og skoene) est un court métrage danois réalisé en Ib Schmedes et sorti en 1959.
Le film a été présenté au Festival de Cannes,.

## Fiche technique
- Titre français : La Jeune Fille aux souliers[3] ou La Fille aux chaussures[4]
- Titre original : Pigen og skoene
- Réalisation : Ib Schmedes
- Scénario : Ib Schmedes
- Photographie : Ove Erichsen Hillebrandt
- Société de production : Arnø Studio A/S
- Format : Noir et blanc - 1,37:1
- Pays de production :  Danemark
- Langue originale : danois
- Durée : 11 minutes
- Date de sortie :
  - Danemark : 16 octobre 1959

## Distribution
- Hanne Blarke
- Anna Karina